# Cissus kawensis
Cissus kawensis är en vinväxtart som beskrevs av Desc.. Cissus kawensis ingår i släktet Cissus och familjen vinväxter. Inga underarter finns listade i Catalogue of Life.